# Urvaste
Urvaste è un comune rurale dell'Estonia meridionale, nella contea di Võrumaa. Il centro amministrativo è la località (in estone küla) di Kuldre.

## Località
Oltre al capoluogo, il comune comprende altre 13 località.
Kassi - Kirikuküla - Koigu - Kõlbi - Kuldre - Lümatu - Pihleni - Ruhingu - Toku - Uhtjärve - Urvaste - Uue-Antsla - Vaabina - Visela